# ساگا، تبت
ساگا، تبت (به لاتین: Saga) یک منطقهٔ مسکونی در جمهوری خلق چین است که در منطقه خودمختار تبت واقع شده‌است. ساگا ۴٬۶۴۰ متر بالاتر از سطح دریا واقع شده‌است.